# Miet Filipović
Miet Filipović (Zagreb, 17. lipnja 1975.), hrvatska tekvandoašica.
Natjecala se na Olimpijskim igrama 1992. gdje je taekwondo bio pokazni šport. U kategoriji do 55 kilograma osvojila je 5. mjesto.
Na svjetskom prvenstvu 1995. i 1997. osvojila je brončanu medalju u kategoriji do 60 kilograma. Na europskom prvenstvu 1996. osvojila je brončanu medalju u kategoriji do 60 kilograma. Na EP 2004. osvojila je zlato u kategoriji do 63 kilograma i srebro u ekipnoj konkurenciji.
Bila je članica zagrebačke Dubrave i Metalca.